# Dasà
Dasà é uma comuna italiana da região da Calábria, província de Vibo Valentia, com cerca de 1.303 habitantes. Estende-se por uma área de 6 km², tendo uma densidade populacional de 217 hab/km². Faz fronteira com Acquaro, Arena, Dinami, Gerocarne.

## Demografia
| Variação demográfica do município entre 1861 e 2011                               |
|                                                                                   |
| Fonte: Istituto Nazionale di Statistica (ISTAT) - Elaboração gráfica da Wikipedia |